# Степное (Уланский район)
Степное (каз. Степное) — упразднённое село в Уланском районе Восточно-Казахстанской области Казахстана. Входило в состав Каменского сельского округа. Упразднено в 2000-е годы.

## Население
В 1999 году население в селе отсутствовало.